# Cecilia Reyes
Cecilia Reyes è un personaggio dei fumetti Marvel creato da Scott Lobdell (testi) e Carlos Pacheco (disegni). Apparsa per la prima volta sulle pagine di X-Men (seconda serie) n. 65 (giugno 1997), la portoricana Cecilia entrò brevemente nell'omonima squadra di mutanti, ma al contrario di coloro che ne facevano già parte non nutriva alcun interesse in azioni supereroiche, desiderando soltanto vivere una vita ordinaria ed esercitare la sua professione.

## Biografia del personaggio

### Zero Tolerance
Cecilia Reyes desiderò diventare medico fin da quando il padre morì davanti ai suoi occhi, ucciso da un colpo di pistola. Avveratosi il suo sogno, fu costretta dalle circostanze ad unirsi agli X-Men quando il governo avviò Operazione: Zero Tolerance. Guidato dal cyborg Bastion, un esercito di umani riconvertiti in Sentinelle cominciò a cacciare ed imprigionare tutti i mutanti residenti a New York, mentre Cecilia, assieme a Uomo Ghiaccio e Sabra, fuggì dalla città per salvare gli X-Men prigionieri.

### X-Men
Dapprima restia ad unirsi agli X-Men poiché desiderosa di condurre una vita normale, dopo aver sofferto sulla propria pelle il razzismo anti-mutante, aver parlato con Devil e lottato contro Pyro, accettò i suoi poteri e si unì al team mutante. Con gli X-Men visse parecchie avventure e combatté sia contro il demone N'Garai che contro il Re delle Ombre. Il primo la intrappolò nella sua dimensione, dalla quale fu salvata dalla giovane Marrow, mentre il secondo le propose di tornare a vivere come una qualsiasi umana, proposta rifiutata dopo un iniziale tentennamento. Cecilia non indossò mai un proprio caratteristico costume, ma si attenne all'uniforme gialla e blu tipica degli allenamenti, tuttavia non adattandosi alle avventure del gruppo, col tempo preferì occuparsi solamente della gestione del reparto medico dello Xavier Institute. Più tardi, prese parte al conflitto fra i mutanti ed i Neo, supposti essere superiori ai primi nella scala evolutiva. Cecilia venne intrappolata all'interno del loro quartier generale localizzato in New York e per riuscire a sopravvivere cominciò ad assumere il Rave, droga capace di aumentare il potere della mutazione. Nel suo caso, il campo di forza che normalmente la proteggeva cominciò a sviluppare anche capacità offensive sotto forma di punte, che le permisero di sopravvivere per parecchie settimane agli attacchi che i Neo le sferravano. Dopo il salvataggio degli X-Men, lo stesso Xavier si occupò della sua disintossicazione attraverso sedute telepatiche. Assieme agli X-Men, Cecilia fu vista per l'ultima volta poco dopo il sacrificio di Colosso per sconfiggere il virus Legacy. La ragazza avendo tentato di rianimare inutilmente l'uomo, sconfitta, abbandonò lo Xavier Institute.

### Neverland
Dopo aver abbandonato lo Xavier Institute, Cecilia riapparve all'interno di Neverland, campo di concentramento mutante ideato dalle alte sfere del progetto Weapon X. Utilizzando le proprie conoscenze mediche, Cecilia tentava di alleviare i danni che la prigionia portava agli altri mutanti, fino a quando l'intera area non fu fatta detonare da Agent Zero. La sua morte venne confermata più tardi sulle pagine di New Excalibur n. 1, per poi essere smentita dagli stessi dirigenti Marvel.
Nella mini X-Men: The 198 il personaggio del colonnello Miguel Reyes fu introdotto nella continuity mutante con lo scopo di sorvegliare le mosse degli X-Men, e con l'intento di trovare indizi che lo aiutassero nella ricerca della sorella.

### NYX
Creduta morta, Cecilia riappare per aiutare Kiden Nixon e i suoi amici. Benché non si sappia se abbia mantenuto o meno o propri poteri dopo la decimazione, tenta di mantenere un basso profilo per non farsi riconoscere mentre gestisce un modesto centro medico per poveri e senza tetto.

## Poteri e abilità
Cecilia è capace di generare un campo di forza bio-psichico attorno al proprio corpo in grado di deviare ed assorbire sia gli attacchi energetici che quello fisici. Imparando sempre meglio a gestire il proprio potere, la ragazza è riuscita perfino ad espandere tale protezione a coloro che si trovano nelle sue immediate vicinanze, anche se il contraccolpo derivato dal confronto col nemico, che si abbatte sullo "scudo", si ripercuote sul suo sistema nervoso causandole dolore. Quando si trovò prigioniera dei Neo, assumendo il Rave fu in grado di utilizzare la propria mutazione pure in modalità offensiva, riuscendo a generare sia punte che lame. Anche se abbastanza potente da riuscire a fermare gli attacchi fisici, il campo di forza è assolutamente inutile contro i gas, i liquidi e le invasioni telepatiche. Oltre alla propria mutazione, Cecilia dispone di una laurea in medicina con specializzazione in chirurgia.

## Altre versioni

### X-Men: The End
Dopo esser riuscita a sopravvivere all'esperienza di Neverland, in questo futuro alternativo Cecilia ha sposato Bestia ed oltre ad aver tre figli, Ciaran, Francesca e Miguel McCoy, la coppia gestisce il reparto medico dello Xavier Institute.

## Altri media

### Cinema
La dottoressa Cecilia Reyes è l'antagonista secondaria del film The New Mutants (2020), ed interpretata dall'attrice Alice Braga. Contrariamente ai fumetti, in questo film non è un membro degli X-Men, si tratta di una versione della terribile e infida scienziata con gli stessi poteri di creare una barriera protettiva intorno a sé, ed un membro della fanatica organizzazione criminale, chiamata la "Essex Corp". Cecilia cerca in tutti i modi di riuscire ad imprigionare i giovani mutanti ma quando si accinge ad uccidere Mirage, viene orribilmente sbranata dal gigantesco Demone Orso.